# Colin Falconer

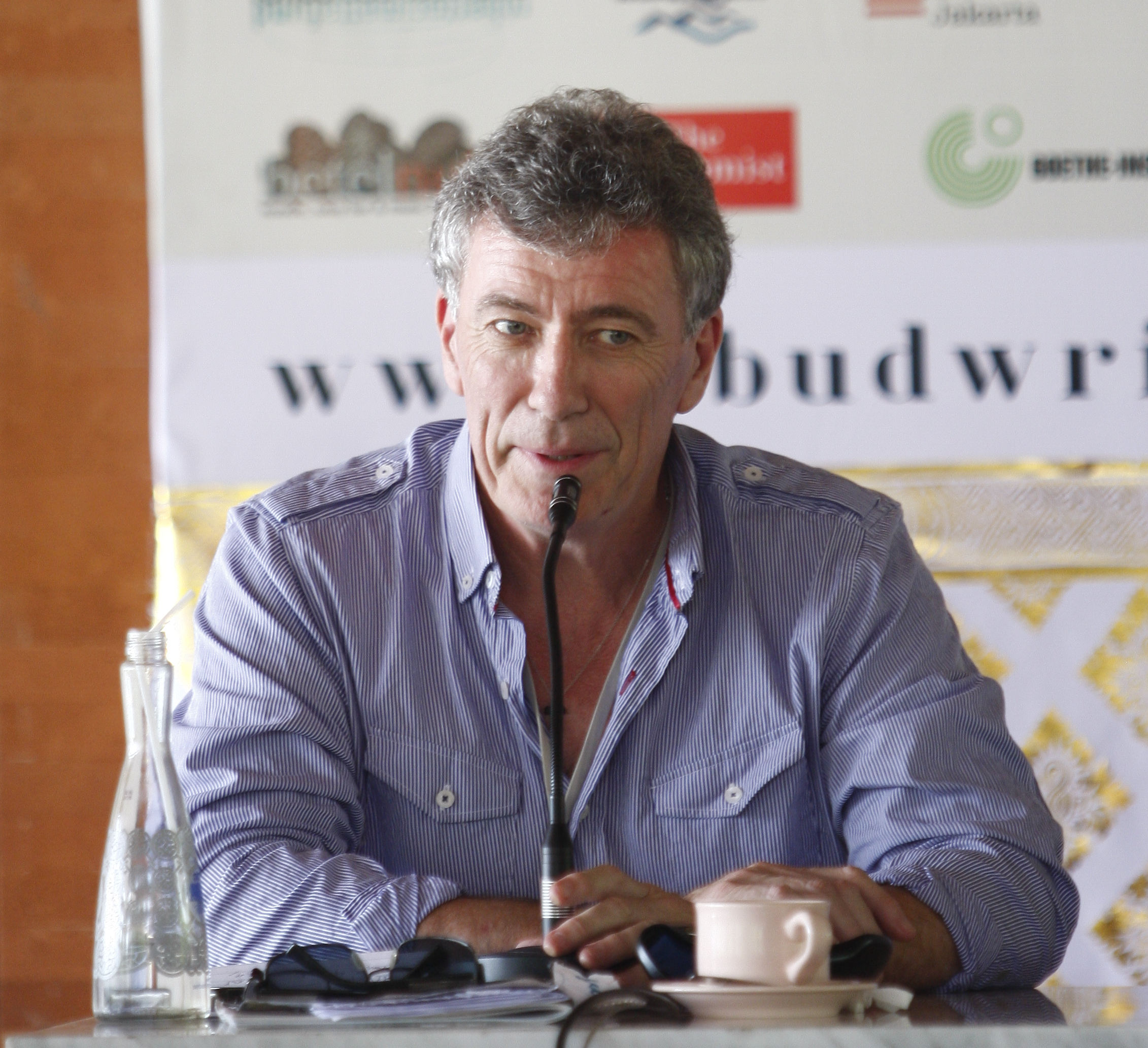
Colin Falconer

Colin Falconer (* 1953 in London; eigentlich: Colin Richard Bowles) ist ein britischer Autor und hat als Verfasser historischer Romane internationale Bekanntheit erlangt.
Bevor er Schriftsteller wurde, arbeitete er als ein freier Journalist und verfasste Artikel für Zeitschriften und Zeitungen. Er schrieb auch für Rundfunk und Fernsehen, während er fünf Jahre lang an seinem ersten Roman arbeitete. Der Durchbruch gelang ihm mit seinem Bestseller Die Sultanin. Falconers Romane wurden bislang in 16 Sprachen übersetzt. Er unternimmt regelmäßig weite Reisen, um die Schauorte seiner Romane kennenzulernen. Colin Falconer wohnt jetzt mit seiner Familie in einem kleinen Küstenort in West-Australien.

## Werke (Auswahl)
- Die Aztekin (Heyne Wilhelm, München, 2001, ISBN 3-453-19566-3)
- Zorn der Meere (Heyne Wilhelm, München, 2001, ISBN 3-453-18741-5)
- Die Tochter des Khan (Heyne Wilhelm, München, 2000, ISBN 3-453-16093-2)
- Die Königin vom Nil (Heyne Wilhelm, München, 2001, ISBN 3-453-18656-7)
- Die Sultanin (Heyne Wilhelm, München, 1996, ISBN 3-453-10814-0)
- Die Novizin (Heyne, Juli 2003, ISBN 3-453-86964-8)